# Урвич (община Боговине)
Вижте пояснителната страница за други значения на Урвич.
Урвич (на македонска литературна норма: Урвич; на албански: Urviçi, Урвичи) е село в северозападната част на Северна Македония, в община Боговине.

## География
Селото се намира в източните склонове на Шар планина. Основната част от населението е съставена от горани, които при преброяванията в Северна Македония се записват предимно като турци и албанци.

## История
В обобщен списък на джизието на немюсюлманите от вилаета Калканделен от 18 юли 1628 година селото е отбелязано като Урвиче, с 32 ханета (домакинства).
Според статистиката на Васил Кънчов („Македония. Етнография и статистика“) от 1900 година Урвич е населявано от 360 жители, всички българи мохамедани.
Според Афанасий Селишчев в 1929 година Урвич е част от Долнопалчищка община в Долноположкия срез и има 145 къщи със 780 жители българи.
Според преброяването от 2002 година селото има 756 жители.
| Националност | Всичко |
| македонци    | 1      |
| албанци      | 113    |
| турци        | 640    |
| роми         | 0      |
| власи        | 0      |
| сърби        | 0      |
| бошняци      | 0      |
| други        | 2      |